# Fidel Ramos
Fidel Valdez Ramos (ur. 18 marca 1928 w Lingayen w prowincji Pangasinan, zm. 31 lipca 2022 w Makati) – polityk i wojskowy filipiński, szef Sztabu Generalnego Sił Zbrojnych Filipin (1986-1988), minister obrony (1988–1991). Od 1992 do 1998 12. prezydent Filipin. 

## Życiorys
Wykształcony w akademiach wojskowych na Filipinach i w West Point w USA, brał udział w wojnie koreańskiej i wietnamskiej.
Podczas dyktatorskich rządów prezydenta Ferdinanda Marcosa, Ramos jako minister obrony i szef policji wprowadził ogłoszony przez Marcosa stan wojenny. W 1986 podczas demonstracji ludowych, Ramos opuścił rząd i stał się kluczową postacią ruchu sprzeciwu wobec Marcosa, który doprowadził do jego obalenia i wygnania. Później ściśle współpracował z prezydent Corazon Aquino i sprawował funkcję ministra obrony.
Sześcioletnia prezydentura Ramosa zapisała się jako okres szybkiego wzrostu gospodarczego i stabilizacji politycznej mimo zagrożenia wybuchem komunistycznego powstania, muzułmańskiej separatystycznej partyzantki na Mindanao i pojawieniem się w 1997 azjatyckiego kryzysu gospodarczego. Objął urząd po Corazon Aquino i sprawował go do 1998, kiedy został zastąpiony na tym stanowisku przez Josepha Estradę.

## Odznaczenia
- Komandor Legii Honorowej – Filipiny, trzykrotnie[3][4]
- Gwiazda Wybitnego Zachowania (Distinguished Conduct Star) – Filipiny, 1972[4]
- Krzyż Wielki Orderu Słonia Białego – Tajlandia, 1989[5]
- Wielki Łańcuch Orderu Zasługi Cywilnej – Hiszpania, 1994[6]
- Krzyż Wielki Orderu św. Michała i św. Jerzego – Wielka Brytania, 1995[7]
- Wielki Łańcuch Orderu Zasługi – Chile, 1995[8]
- Wielki Łańcuch Orderu Izabeli Katolickiej – Hiszpania, 1995[9]
- Wielka Wstęga Orderu Słonia Białego – Tajlandia, 1997[5]
- Wielki Łańcuch Orderu Karola III – Hiszpania, 1998[10]